# 劉継元
劉 継元（りゅう けいげん）は、十国北漢の第4代（最後）の皇帝。

## 生涯
生母は世祖劉旻の娘で、薛釗に嫁いで少主劉継恩を儲けたが、薛釗が劉旻の兄の劉知遠（後漢の高祖）に自害を命じられた後に何氏（名は不明）に嫁ぎ、継元を儲けている。父母が共に死去すると継元は睿宗劉鈞に養子として迎えられた。
天会12年（968年）、睿宗が崩御し同母異父兄の少主が帝位を継ぐと、継元は太原尹に任じられた。同年、少主が酒宴の席で供奉官の侯霸栄に刺殺されると、司空の郭無為によって皇帝に推戴された。即位後は遼との緊張関係改善に努めた。しかし残忍な性格面も有しており、養母の郭皇后及び世祖の子を殺害し、また反抗する臣下も一族誅滅するなどして、国内は大いに乱れた。
974年には広運と改元、翌年には遼によって大漢英武皇帝に冊封されている。
広運6年（979年）、華南全土を支配下におさめた宋は北征を開始、宋の太宗の親征が実施された。遼は北漢へ援軍を送るが宋軍の前に敗退し、継元は宋に投降、ここに北漢は滅亡した。
宋に臣属した後は右衛上将軍に任じられ、彭城郡公に封じられた。太平興国6年（981年）には彭城公に、雍熙3年（986年）には保康軍節度使に任じられている。
淳化2年（992年）に病死すると、中書令が追贈されると共に彭城郡王に追封された。